# Mount Cyril
Mount Cyril är ett berg i Antarktis. Det ligger i Östantarktis. Nya Zeeland gör anspråk på området. Toppen på Mount Cyril är 1 863 meter över havet.
Terrängen runt Mount Cyril är huvudsakligen kuperad, men västerut är den platt. Mount Cyril ligger uppe på en höjd som går i nord-sydlig riktning. Trakten är obefolkad. Det finns inga samhällen i närheten.